# Convergência digital
Convergência digital é uma integração de mídias que se convergem para interagir em um único ambiente. Telefone móvel, televisão, rádio, jornal são programados para interagir e transmitidos em um único canal, gerando um comunicação multicanal. TV, rádio, celular e internet vão passar a interagir de uma forma não-linear em um único ambiente, sem que o usuário tenha que migrar de uma mídia para outra. Essas mídias e canais vão passar a transmitir seu conteúdo de forma integrada.
Muito tem se discutido sobre convergência entre dispositivos móveis e internet, além das mídias – de uma maneira geral. Tomi Ahonen, em sua linha-mestra na maior conferência de convergência digital da Coréia do Sul, iMobicon, em 2005, apresentou sua teoria do Y da convergência, que combina os elementos de telecomunicações, internet e mídia. Os três eixos sem ordem de preferência, tem uma tecnologia dominante. A internet, com cerca de 1,1 bilhão de usuários no final de 2006; telefones celulares com 2.7 bilhão de usuários e televisão, com cerca de 1.4 bilhão de aparelhos em uso.